# Illizi
Illizi   este un oraș  în SE Algeriei, la poalele munților Tassili n'Ajjer. Este reședința  provinciei  Illizi.